# Les Tres Creus (les Gunyoles)
Les Tres Creus són unes creus de ferro als afores de la localitat de les Gunyoles, al municipi d'Avinyonet del Penedès (Alt Penedès), que constitueixen el calvari, final d'un via crucis de catorze estacions, que comença a la plaça de l'Església. Estan situades a tocar del camí vell de l'Arboçar, prop de la carrerada que va a la Font del Cuscó. El mossèn Ramon Casajuana va manar col·locar les estacions del calvari entre els anys 1939 i el 1946. Les creus són obra de Pere Llopart, del 1939, i estan clavades en la roca. Les estacions estan assenyalades mitjançant rajoles de ceràmica pintada en blau sobre blanc que es troben agafades als murs de les cases, a sobre de les quals hi ha una creu llatina, obra de 'Pere Pau'.